# Ясенець (річка)
Ясене́ць — річка в Україні, в межах Овруцького району Житомирської області України і Єльського району Гомельської області Білорусі. Права притока Словечної (басейн Прип'яті). 

## Опис
Довжина 63 км, площа басейну 377 км² (в Білорусі відповідно 23 км і 115 км²). Річкова долина місцями заболочена; живлення мішане з перевагою снігового. Використовується як водоприймач осушувальних систем. 
Притоки: Галка (ліва), Звінка (права). 

## Розташування
Ясенець бере початок на північних схилах Овруцького кряжу. Тече переважно на північний схід у межах Поліської низовини і західної частини Мозирського Полісся серед великих лісових масивів. Впадає до Словечної на схід від села Нижньої Рудні. 
Найбільша притока: Звінка (права).